# アラサーがVTuberになった話。
『アラサーがVTuberになった話。』（アラサーがブイチューバーになったはなし）は、とくめいによる日本のライトノベル。イラストはカラスBTKが担当している。小説投稿サイトである『ハーメルン』にて2020年4月19日に第1話が初投稿されると、同年11月12日には『小説家になろう』、2021年2月19日には『カクヨム』でも公開され、2022年9月より『ファミ通文庫』（KADOKAWA）からB6判サイズで書籍化刊行されている。書籍化に際して、作品名が『アラサーがVtuberになった話。』から現在の『アラサーがVTuberになった話。』に改題された。また、2022年10月3日から9日まで池袋駅北口コンコースにある広告スペースにB0サイズ5枚分の大型ポスターが掲示された。
メディアミックスとして、2023年11月にはコミカライズが発表され、2024年5月25日よりウェブコミック配信サイト『カドコミ』（KADOKAWA）にて、犬威赤彦によるコミカライズが2024年5月25日より配信開始。
『ラノベニュースオンラインアワード2022年9月刊』総合新作部門では1位を獲得。『次にくるライトノベル大賞2022』単行本部門では2位・総合部門では4位をそれぞれ獲得。『このライトノベルがすごい!』単行本・ノベルズ部門では2024年版で9位を獲得。『次にくるライトノベル大賞2023』単行本部門で第5位を獲得。
2024年9月30日に第5巻と過去の特典SSを纏めた短編集『サブチャンネル』の同時発売に際し、テレビアニメ『VTuberなんだが配信切り忘れたら伝説になってた』第11話と第12話の番組内で当作品のテレビCMがはじめてオンエアーされた（内容は第1巻発売時に店頭告知用のプロモーションビデオとして制作されたものが流用された）。
2024年10月2日より、『快30歲才轉職成為VTuber的故事⚪︎』のタイトルで繁體中文版が台湾の青文出版社より発売された。
2025年2月19日より、漫画版がニコニコ漫画にも掲載された。

## あらすじ
ブラック企業で過労死直前まで扱き使われた結果倒れて病院に運ばれ、医者からも「このままだと死ぬ」と断言された28歳のシスコン男である「私」は、「家族に心配はかけられない」として退職し、地方の実家に戻ってしばらく静養することにする。その間に、女子高生の妹に勧められてVTuber事務所のオーディションを受けた結果合格し、「神坂怜」としてデビューを果たす。だが同期の男性VTuberによる不祥事と、自身の「虚無配信」と言われる面白みに欠ける配信が原因で、デビュー2日目にして多数のアンチファンに目を付けられてしまう。その後も、女性VTuberなどからメッセージを受けただけだったり、完全な臆測でさまざまなVTuber界隈事件の黒幕にされたりするなど、本人に全く責はないのに常に炎上騒動に巻き込まれ、常に一定のアンチが執着する状態になってしまった。だが神坂本人は、働いていた頃に比べたら、ネット越しに言われることなど問題ではないと気にしない。それどころか、自分が炎上するだけで済むならとわざと憎まれ役を引き受け、他のVTuberを助けることまで始めてしまう。そんな彼を妹はずっと応援し続ける。また同じ事務所のVTuberや関係者も彼の本質を理解し、逆に力になろうとして、自分のせいで迷惑や炎上などに巻き込みたくないと距離を置こうとする神坂を積極的に巻き込もうとする。やがて彼の人柄もあり、少しずつだが確実にファンも増えていく。

## 登場人物
並び順は五十音順。声の項は第2巻購入特典オーディオドラマの声優。

### 神坂家
富山県在住（作者の出身地が富山県であることから、神坂一家も富山県民という設定である事が作者により公表されている）。
私 / 神坂 怜（）
声 - 小林親弘
本作の主人公。28歳（『あんだーらいぶ』全体での最年長であり、社長よりも年上）。好きな食べ物はお好み焼き。SNSの掲示板でのニックネームは「脱サラ」。ブラック企業で過労死しかけたアラサー男性。『あんだーらいぶ』の所属VTuberオーディションに合格し、『あんだーらいぶ』第3期メンバー「神坂怜」としてデビューを果たすも、デビュー翌日に同期の長谷川ケイゴの過去の不祥事が表沙汰になり解雇される。いきなり相方不在となった上、多数のアンチから長谷川の代わりにバッシングの矛先を向けられるなど、デビュー早々過酷な配信者生活を強いられる羽目になる。アバターデザインはmikuri。
心の闇が非常に深く、第三者と絡む際は常に作り笑いを浮かべている。また大学時代には高校時代から付き合っていた遠距離恋愛の幼馴染を寝取られた末に振られ、その時の事が今でも夢に見るほどのトラウマとなっている。
小・中学生の時は太っており、イジメを受けていて不登校であったが、近所に住むおじいさん（葵陽葵の祖父）に喧嘩の仕方を教わって以降、武闘派となり舎弟を従えるまでになる。
高校時代には妹絡みのトラブルで停学処分も喰らってはいるものの、本人曰く「青春をかなぐり捨てて勉学に励んだ」ため、高校卒業後は国立大学に進学している。なお、今の状況は本人曰く「青春をかなぐり捨てて勉学に励み国立大学を卒業した者の成れの果て」として多少後悔している。また、その時の経験から、イジメによる不登校については「教員も動かないような学校なら行かなくても良いが、勉強だけは頑張れ。」と他者にも語っている。
虚無配信と言われるほど配信がつまらないと評される。その一方で、企業宣伝案件動画（いわゆる「案件」）では事前に下調べを入念に行いときに詳細な資料まで疲労するため評価は高く、他のメンバーとのコラボ配信を行った際にも思いがけない相乗効果をもたらしたりきっちりと皆を纏めたりするためこれも評価が高い。「声が良い」ということはアンチでも否定できず、また学生時代は放送部で、演劇部のヘルプをしていたという事もあり、読み上げやシチュエーションボイスなどは視聴者の評価が非常に高い。時折寄せられる、内容が非常に重い内容を含むリスナーの相談に親身になって答えるところも評価されている。他VTuberのイベントでも裏方などとして活躍したことはリスナーにも知られ、「おもしろい配信以外は何でもこなす男」「あんだーらいぶのメイン盾」「ヒーラー兼タンク兼バッファー」などとも評されるようになる。自身のチャンネルが収益化した後も「見てくれるファンにこそ自分が感謝したい」などの理由で、基本的にスパチャはオフにしている（何かの記念配信などのみ「企業的に利益を出さないとまずい」との理由でオンにする）。
メンバーから「ママ」「おかん」などと呼ばれるほど女子力がはずば抜けて高く、家事全般を卒なくこなす。料理は手打ちのソバやうどんなどが作れるほど。他にも陶芸やDIYなどまでこなすが、本人は「器用貧乏」と思っており、視聴者からは「VTuberに向いていないことばかり得意」と言われる。
前職からの習慣として事務所関係者にしっかり挨拶して全員の顔を覚えている。差し入れも持っていくため胃袋をしっかりと掴んでおり、スタッフからの人気度はメンバーの中でナンバー1である。SNSにはよく自分が作った料理の写真を上げていることもあり、女性フォロアーが多い。「顔出しの配信者として料理動画などを出したほうが売れる」などとよく言われる。だが本人は、視聴者のコメントに反応できるVTuberという形を好んでいる。ファンの絶対数は少ないが、『あんだーらいぶ』内ではファンの女性比率が最も多い。
重度のシスコンであり、ファンからは「妹の面倒を見ている方のシスコン」として、同じくシスコンの柊冬夜と区別されている。本人曰く、妹は「養いたい、甘やかしたい」のであって恋愛対象ではない。女性から好意的な言葉をもらっても、「炎上を回避するため」という理由に限らず配信外でも無難な、当たり障りのない対応で済ませている。一方で妹のことになるととてつもなく饒舌になり、妹を褒めちぎり妹への愛を語る。
妹の神坂雫曰く、「兄の人生ハードモードすぎる」との事。時折自身のとてつもなくブラックな社会人経験、女性経験、学生時代の経験をさらっと話して視聴者をドン引きさせることがあり、それらが現在の性格や言動に表れているとリスナーにも認知されている。ファンなどによると「一件常識人だが、実際には『あんだーらいぶ』で一番こじらせている人間」で、自虐的なほどに自己評価が低い。ずっとアンチに執着され続けているのに、意に介さずほぼ毎日配信を続けているところなどは異常視され、「他人には甘く親切なのに、自分を省みない」態度は、むしろ妹や関係者などに心配されるようになっていく。
レイちゃん
神坂怜が有栖院アリスとコラボレーションした際に、アリスから女体化を勧められ、mikuriによって具現化された神坂怜のもう一つの姿。
その後、社長から私物のボイスチェンジャーを借り受け、エイプリル・フールネタとして一度だけ配信に登場した。
mikuriの思いつきにより、「バストサイズは88センチで安産型ボディ」が公式設定となった。
「『あんだーらいぶ』の嫁にしたい子ナンバーワン」と呼ばれるほど女子力が高く、女性ファンはおろか、アンチファンからも好意的に受け入れられ、ネット上では「最初からこの姿だったら間違いなく天下を取れた。」と評された。
妹ちゃん / 神坂 雫（）
声 - 鈴代紗弓
本作のメインヒロインで、神坂怜こと「私」の、10歳ほど歳の離れた実妹で、現役女子高生。好きな食べ物は甘いもの全般。
元々、『あんだーらいぶ』の箱推しであり、匿名掲示板『あんだーらいぶを語るスレ』に、ID:SisterChanという固定ハンドルを使用して書き込む程の熱狂的なファン。元々は獅堂エリカが一推し。
退職して実家に帰ってきてから、抜け殻のようになっていた兄が見ていられず、冗談半分で『あんだーらいぶ』のオーディション受験を薦めた張本人である。兄のデビュー後は、兄のボイス台本を書き、収録に付き合ってリテイクを出すなどといった関わり方もしている。
意図せず兄の配信に音声が乗り、その後友人の十六夜真の配信にも声が乗ってしまったことで同一人物と特定され騒ぎになった結果、事前の予定を前倒しし、SNSに「神坂雫」アカウントを開設。またmikuriに無償で用意してもらったアバターと配信用の2Dモーションを使って、VTuberとして配信に出演した。だが事務所には所属せず、たまに兄や友人などの配信にコラボとして登場するくらいで配信回数は少ない。SNSの「神坂雫」アカウントでも兄を立てることに注力している。
十六夜真曰く、お兄さんが実家に戻ってきて以降、放課後は買い食い等をせずに直帰するようになったり、兄手製の弁当（デザート付き）などを自慢して兄が褒められと喜び、「『お兄さんってどんな人？』って聞かれたら、即座に兄の顔写真を見せてきて、『普通でしょ？』と返してくる。」ほど、兄に負けず劣らずのブラコンぶりを学校内でも発揮しているものの、本人は「ちょっと仲がいいだけの兄妹」として自身のブラコンを完全に否定している。当初視聴者には「本当は神坂怜の彼女なのでは」とも疑われていたが、兄妹コラボ配信などの結果「完全に実の兄妹で、しかも兄のシスコンに劣らないブラコン」と認知された。
学校内では男子から人気も高く、よく告白されている。サッカー部所属のエースでイケメンの先輩に告白されるも断った事で、女子生徒の間では「彼女の中でイケメンの先輩の存在を上回る兄の存在」の話題がしばしばネタにされている。
家では、一見つれない態度を兄に見せつつ、休日にはよく兄と出かけて互いの服を見繕ったりする。さらに理想の義姉の最重要条件として「裏切らない人、兄を幸せにできる人」を挙げ、「兄への愛が重い」とも言われている。
虎太郎（）
神坂・母が雨の日の早朝に近所のゴミ捨て場から拾ってきたキジトラ柄のオスの子猫。
名付け親はmikuriで、彼女が昔飼っていた猫と模様が似ていることから、元飼い猫と同じ名前になった。神坂・父は当初飼う事に反対していたが、一番懐かれている。逆に雫は避けられ気味である。
怜の配信にしばしば乱入してはマイクを猫パンチしたり、キーボードの上で寝転んでオヤツをねだったりしている。初めて配信に乱入した際に、mikuriと酢昆布によりイラスト化され、特に酢昆布による「虎太郎きゅん」と名付けられた擬人化キャラは瞬く間に拡散され、海外のケモミミマニアからも絶賛された。それ以降ファンからも「虎太郎きゅん」の愛称で呼ばれている。怜の「甘やかしボイス」を自然に引き出すため、配信に登場すると特に女性受けが良い。
朝比奈あさひの飼い猫である「白玉」とは面識は無いが仲は良く、神坂怜と朝比奈あさひがコラボ配信してる時には、両氏のマイクを通じてディスコードで会話を楽しんでいる。
神坂・父
怜と雫の父親で寡黙な男性。元々は勤め先で出世街道を歩む転勤族であったが、家庭内での問題が発覚した際にエリート街道を諦め地方の自宅に戻ってきた。虎太郎を飼うことには元々反対だったが、虎太郎本人には一番懐かれている。大の甘党。「若い頃はブイブイいわせてた」らしく、現在の愛車はロータリーエンジン搭載のスポーツカーであるとの事。
神坂・母
怜と雫の母親。以前は広告代理店に勤めるキャリアウーマンであったが、息子が不登校になった際に仕事を辞め、息子の不登校を認める代わりに家事全般を仕込んだ。息子曰く、「母親としては100点満点中120点くらいに良く出来た人」。
時々息子の配信を見るようになり、雫と共にダメ出しをしている。
従妹
毎年お盆と正月に神坂家に遊びに来る怜と雫の従妹で中学２年生。怜のベッドに寝っ転がったり虎太郎を追いかけ回すなど、かなりお転婆な性格。
背伸びしたい年頃で、お小遣いは全てファッションに使ってしまうが、元来はゲーム好きであり、怜のゲームを見てテンションが上がるなど年相応な一面もある。
従弟
毎年お盆と正月に神坂家に遊びに来る怜と雫の従弟で中学１年生。引っ込み思案で人見知りの為、いつも姉の影に隠れている。
PC関係に詳しく、一目見ただけでスペックや値段を当てる事ができる。
ゲームは強く怜に「ボタン縛り」のハンデ戦を挑み、余裕で勝利できる実力者である。
怜が唯一、自分の配信活動の事を自ら暴露した人物である。

### あんだーらいぶ
業界で5本の指に入る大手VTuber事務所。手話も解析することができる程の独自のトラッキング技術に定評がある。一方でVTuber業界において「変人集団」などの異名も持つ。

#### あんだーらいぶ関係者

##### 初期メンバー
詳細不明だが初期メンバーはデビューが同時ではなく、例えば柊冬夜の同期はダリア・バートンだけだったと強調されている。
新戸 葛音（）
ニックネームは「ニート」。性別は女性。諸事情によりキャラクターデザイナー名は非公表扱いにされている。神坂が初めて会ったときは、寝間着のようなキャミソールにパーカーというアバターと同じ格好をしており、自分がキャラのコスプレをしているのではなく、自分をモデルにして新戸葛音のアバターが作られたと語っていた。元々は実験的に作られたアバターであり、これを切っ掛けにして『あんだーらいぶ』という会社が作られたという。
名前の由来は一切配信しない「ニートでクズ」から。現在は他のライバーの配信にゲスト出演したり、ゲームに乱入したりはしているものの、自分では配信はほとんど行なっていない。一方で、他人の配信に出現したときやSNSなどでの突拍子もない行動・発言は有名であり、配信していなくても知名度は高い。
他人の食事についていってはたかるような真似をしたり、プレゼント交換などでほとんど無価値なネタの品を出したりするケチな側面を見せるかと思えば、時折とてつもない高級店にメンバーを連れていって奢ることがあるという。
金儲けの才覚に突出しており、幼馴染の社長が『あんだーらいぶ』を起業する際には筆頭株主として出資し、現在も『あんだーらいぶ』の重役を務めている。
現在の新戸葛音は二代目であり、初代は亡くなった現在の新戸葛音の姉である。ただし、初代も病気の為に全く配信はできず、現在の新戸葛音が二代目だと知ってる人間は極僅かである。
柊 冬夜（）
SNSの掲示板でのニックネームは「畳」。VTuber仲間からは「ラギー」などと呼ばれる。男性VTuberとしては圧倒的な人気ナンバーワンを誇る。アバターデザインはトライデント山下。
現役大学生で良家の子息であり、コンシェルジュ付きのタワーマンションに一人暮らしをしている。家事全般は壊滅的で妹の柊夏嘉に来てもらっては家事をやってもらっている。神坂怜と同じく重度のシスコンであり、ファンからは「妹に面倒を見てもらってる方のシスコン」として認知されている。
愛称の「畳」の由来は、ゲーム配信中、ゲーム画面を映さずに畳だけを映すという放送事故を起こした事に由来する。
神坂怜や妹に トマト、ピーマン、ブロッコリー、セロリ、ネギなどの野菜嫌いをリークされる。好きな食べ物は肉。さらに病院や歯医者が嫌いで、妹や後輩の御影和也に付き添ってもらわないと行けないなど生活力の無さ、子供っぽい言動が有名であり「配信でバズる以外は何も出来ない男」とも言われる。
同期だったダリア・バートンとコラボしようと約束していたが、その約束を果たす前に彼女が引退してしまったことを後悔しており、また引退前に相談してくれなかったことにもショックを受けたため、神坂怜ほか事務所の後輩のことなどをいつも気にかけている。
アバターは眼帯をした中二病風な雰囲気で、当初は「魔界から転生してきた魔王」という設定があったのだが、本人もリスナーもほとんどその事に触れず、ついには公式サイトの記述からもこの表記は削除されてしまった。
獅堂 エリカ（）
SNSの掲示板では「女帝」と呼ばれている。
性別は女性。年齢は17歳としているが、よくその設定を忘れてお酒を堂々と飲むなどしている。その度に視聴者からツッコまれており、日野灯とルナ・ブランがデビューしたときなどは必死に「同年代」をアピールするなど、思い出したように「17歳」を主張している。
乗馬や茶道などお嬢様らしい特技をたくさん持っているが、機械オンチであり初配信の際はミュート状態を直す事ができずに手話を使って配信を行なうなど、ポンコツお嬢様のキャラクターが確立している。「『あんだーらいぶ』がネタキャラの集まりになった元凶」とも言われる。
「あんぐら君」という、「クトゥルー神話に出てきそうな」と形容される触手のついたクリーチャーをデザインし、「あんだーらいぶの公式マスコット」と言い張っていて、その姿のアバターまで持っている。
ダリア・バートン
性別は女性。人気を得ることができず卒業して引退する道を選択したが、人気が出なかったのは当時がVTuberの黎明期であったためと考えられており「今も活動を続けていれば」と古参ファンには惜しまれている。
作中には名前のみ登場。

##### 第2期メンバー
朝比奈 あさひ（）
柊冬夜に次ぐ男性メンバー。ニックネームは「あさちゃん」。
よく女子に間違われる中性的な声をしておりアバターも中性的な、所謂「男の娘」で、ファンからは「性別あさちゃん」と言われるほどの独特のキャラクターで、ショタキャラとして扱われている。
とはいっても本人は特に「男の娘」を売りにしているつもりはなく、むしろ男らしくなりたいと時折ジムに通うくらいだが、コスメ等の造詣が深く、男女の絡みを嫌うファンからも、「あさちゃんだから仕方がない」と言われている。
普段はゲーム配信（特にFPS）をメインに活動しており、プレイ中はドスの効いた声で放送禁止用語を叫ぶなど、コントローラーを持つと人格が変わるタイプである。一度ゲーム中に暴言を吐き、謹慎として配信を自粛していた期間がある（ただしその時の原因がチーターだったため「無理もない」という同情的見方も多かった）。その時に「白玉」という名前のメスのスコティッシュフォールドを飼いはじめ、謹慎中の癒やしとした。
羽澄 咲（）
ニックネームは「ハッス」。性別は女性。
お色気担当で、女性VTuberにセクハラをしたり、男性VTuberに色仕掛けをしたりするが、その芸風からしばしば収益化を止められたりアカウント凍結（垢BAN）を喰らっている。『あんだーらいぶ』の女子メンバーはだいたい被害に遭っているほか、よく自宅に女性VTuberを招いてオフコラボ配信をしている。『あんだーらいぶ』のキャラが出る同人誌を集めて会社に置いていたが、未成年の配信者も加わったため、わざわざ全年齢とR18のスペースを分けた。
ノーマルカップリング、ボーイズラブ、百合と何でも好みで、様々なVTuberのボイス台本を手掛けている。柊冬夜の台本を手掛けた事があるが、あまりの棒読みっぷりに匙を投げ、それ以降は台本作成を拒否している。一方で神坂怜の台本作りには嬉々として参加し、収録の出来にも高い評価を下した。
宵闇 忍（）
ニックネームは「忍ちゃん」。性別は女性。
特技・癖は台パン（机を叩く）であり、配信でも発言する代わりに台パンして感情を示すことが多く、プライベートでチャットしているときなども時折台パンしているという。「叩き」を芸風にするようになり、机は材質からこだわり抜いたDIY品を使用している。リズム感はあり、音ゲーの案件も獲得しているが音痴で、歌は苦手であることを自覚している。
台パンする以外は意外と常識人として知られており、日野灯とルナ・ブランの勉強をみてあげる等、同性の後輩の面倒もよくみている。

##### 第3期メンバー
神坂 怜（）
§ 神坂怜を参照。
長谷川 ケイゴ（） 
神坂怜と同期で『あんだーらいぶ』に入った男性VTuber。21歳。見た目はかなりイケメンであり陽キャ。
デビュー前はゲーム配信をしていたが、未成年の少女と性的関係を持っていたという過去が露呈し、デビュー1日で解雇された。そのため、ファンからは「パコガワ」という蔑称を付けられる。この騒動は「パコガワ事件」と呼ばれ、長谷川自身がすぐに姿を消したため、同期デビューの男性VTuberである神坂にヘイトが集中する原因になった。
解雇後は「元VTuber」の肩書きで顔出し配信を行ない人気を博している。また、解雇後に新たに設立されるVTuber事務所の初期メンバーオーディションに参加している事が判明し、SNS上で物議をかましている。
のちに、新しく設立されたVTuber事務所『バーチャルドリームワークス』の新メンバーオーディションに参加している事が判明し、再度『あんだーらいぶ』ファンからの反感を買うことになった。

##### 第4期メンバー
日野 灯（）
現役女子校生。SNSの掲示板でのニックネームは「太陽」。性別は女性で、アバターデザインは我孫子ビビ。ルナ・ブランからは「あーちゃん」と呼ばれる。
外見はボーイッシュであるが、豊満なバストを持ち、内面は家庭的で料理も得意な乙女チックな現役女子高生VTuberである。また、プライベートではクラスメイトの女子のファッションコーディネートをするなど、女子力はかなり高い。
同期のルナ・ブランとは幼馴染であり、現在もクラスメイトの間柄である。ルナとは「相手の方がかわいいのに、自覚がない」とお互いに考えていることに気づいていない。
子供の時からルナと比べられてきた為、ルナに対して常にコンプレックスを抱いていたが、日野の異変に気付き声をかけてきた神坂に相談した事でコンプレックを克服する。一方の神坂は、その事が原因で大炎上したにも関わらず全く気にも留めず、逆に2人を心配している姿に大人としての生き方をまざまざと見せつけられ、尊敬の念を抱くようになる。そのためルナと共に、よく神坂に対して「コラボしましょう」と声をかけたり好みの異性のタイプをアピールしたりしている。『あんだーらいぶ』ファンからはルナとあわせて「親戚のお兄さんに甘える姪っ子姉妹」のように見られている。
ルナ・ブラン
現役女子校生。SNSの掲示板でのニックネームは「月」。アバターデザインは夢川シズル。日野灯からは「るー」と呼ばれる。
外見は小柄で女の子っぽいが、内面はやや熱血気味で、料理等も苦手である。かなりのオタク気質で、BLが大好きな腐女子であり、男性メンバー同士の掛け算の話題にはすぐに食らい付く一面を持っている。
同期の日野灯とは幼馴染であり、高校のクラスメイト。初配信での配信トラブルでテンパっていた所を神坂に助けられ、その後も良く機材のことで相談に乗ってもらったり、先述の通り親友の灯を助けてもらったりしたこともあって、神坂に心を許し甘えている。
学校でも男子から人気が高いが無自覚であり、クラスメイトに年上の男性が好きそうな事を尋ねたり、胸が小さい事を気にして教室内でバストアップ体操を行ない男子を困惑させる天然さをもっている。VTuberとしても最初の配信事故のことなどを含め「ポンコツキャラ」として定着している。
同じ箱内でありながら、男女でコラボもできない現状に嫌気がさしており、その原因である自らのファンを切り捨ててでも、現状を改善して男女問わず気兼ねなく配信できる環境作りを目指すなど、見た目とは裏腹に熱い心の持ち主である。そのため、一部から批判があることも構わずSNSでも配信でも積極的に神坂に絡んで、リスナーを「慣れさせ」ようとしている。
現在の目下の悩みは、仲良しの同級生の女子生徒が神坂怜推しになってしまい、いつ自分が身バレするかとヒヤヒヤしている事。

##### 第5期メンバー
東雲 愛莉（）
ニックネームは「しののん」。性別は女性。
元々は同期の御影和也同様、「猫ふく。」というハンドルネームの配信者として活動していた所をスカウトされてVTuberとして転生した。御影とは以前からの知り合いであり、共に配信者として活動していたことがあった。それもあって御影は幼馴染という設定でデビューした。現在でも互いの家に行くことがあるほどだが、配信上やSNSではよく言い争っている。その最中に、互いのプライベートにやたら詳しいことを示してしまっている。
実店舗には行っていないもののゲーム切っ掛けでパチンコ、パチスロなどのギャンブルにはまっており、嫌な事は酒をガブ飲みして忘れるなど、神坂にもドン引きされるレベルの行動を取ることが多々ある。御影とは正反対に、自室は綺麗というよりも物がなさ過ぎ、長らく段ボールをずっと机代わりにしていたほど。
御影 和也（）
ニックネームは「ミカ」。性別は男性。
元々「イシカワ」というハンドルネームの配信者として成功している部類に入っていたが、スカウトを受けVTuberに転生した。学校は不登校だったことがあり良い思い出がなく、それが配信者になった切っ掛けでもある。
家事が壊滅的で、エナジードリンクの空き缶が散乱している汚部屋で生活している。また虚弱体質気味で体調を崩す事が多いため、スペ○ンカーの異名もある。同期の東雲より体重が軽く、体力も劣る模様。
すっかり神坂に懐き、灯、ルナが神坂にアピールを始めると対抗して自分も混ざり出す。理想の嫁は「レイちゃん（神坂怜の女体化バージョン）」を公言。

##### 社員等
犬飼（）マネージャー
『あんだーらいぶ』の男性マネージャー。
男性陣全員と羽澄咲・東雲愛莉のマネジメントを担当しており、常に疲れた表情をしている。
周囲からは「リアル幼妻野郎」や「犯罪者」などと揶揄されるほどの「低身長」・「童顔」・「巨乳」の三拍子揃ったロリっ子の高校3年生の少女と交際しており、彼女が大学に進学後に入籍する予定となっている。
社長
本名不詳。  大学卒業後に『あんだーらいぶ』を起業した24歳の若手実業家。
本来は不合格であった柊冬夜と神坂怜を鶴の一声で合格させるなど人を見る目がある一方で、自ら起業した会社が急成長した事で親戚や知人から借金の申し込みが増え、借金の返金がされぬまま音信不通となった知人も多い。その借金のカタとして回収した謎の品が社内に沢山あるほか、100万円以上するASMR用マイクなどを「私物」として所有しており会社に置いている。
毎年元旦には、自ら配信を行い社長として新年の挨拶を欠かさず行なっている為、ライバーである新戸葛音より配信時間が長い。
『あんだーらいぶ』を起業したのは、芸能事務所に所属しながらも、不治の病により芸能活動の夢を絶たれて亡くなった幼馴染である初代・新戸葛音（現在の新戸葛音の姉）の夢を叶える為であった。
窓辺（）マネージャー
『あんだーらいぶ』の新入社員で神坂怜の二代目担当マネージャー。女性。
外見は小柄で現役女子高校生ライバー組と比較しても遜色ないほど若いが、他の企業からの転職組である。
非常にやる気があり、前職でも様々な新企画などを立案してはいたものの、余計な仕事を抱えたくない同僚との温度差故に職場で浮いてしまい『あんだーらいぶ』に転職した。
2時間サスペンスドラマが大好きで、『浅○光彦シリーズ』の大ファン。前の職場のサスペンスドラマ好きからは自身の名前を『某税務調査官シリーズ』ネタでイジられていた。

##### その他の関係配信者
神坂 雫
§ 神坂雫を参照。

柊 夏嘉（）
柊冬夜の実妹。正式に事務所に所属するVTuberではないがアバターも存在し、デザインは兄と同じくトライデント山下。時折冬夜のゲーム配信などでコラボとして登場している。後にチャンネルも開設した。だが神坂雫と同様、配信回数は多くない。
メスガキ風のファッションを好んでいる。好きな食べ物はチョコケーキ。
兄の当夜のことを容赦なく罵倒するが、家事が全くできない兄のかわりに通い妻のごとく家に通い家事をしているなど、何だかんだで兄姉仲は良く「ブラコン」「ツンデレ妹」として認知されており、「みんなの妹」として一定のファンを獲得している。
神坂怜のガチ恋勢ファンになり、SNSで神坂にフォローされたときは嬉々として神坂のボイスの感想を長々と書き、また実際に神坂と対面したときには「しゅきです！」と口走る。一方で神坂に対し嫉妬の叫びを上げる冬夜を冷たくあしらった。このことが神坂怜のちょっとした炎上の元ともなる。その後もボイスが発売されると、長文の感想ツイートを書くのが恒例となる。

### SoliDlive
『あんだーらいぶ』のライバル事務所であり、所属タレントは全員女性で、基本的にアイドル路線で売っている。略称は「ソリライ」。あんだーらいぶファンからは「お隣さん」と呼ばれている。

#### SoliDlive関係者
藍田 ウミ（） / 藍田 ソラ（）
『SoliDlive』所属の双子VTuber。第4巻現在、名前のみ登場。
明野 ヒカリ（）
『SoliDlive』最古参の女性VTuber。アバターデザインは柊冬夜と同じトライデント山下。
現在ほど男女のコラボについても五月蝿く言われていなかったVTuber黎明期から活動しているため、『あんだーらいぶ』の獅堂エリカや柊冬夜ともコラボ経験がある。柊冬夜の3Dアバターお披露目イベントには、トライデント山下と連名ではあるがフラワースタンドを贈るなど、現在も良好な関係を築いている。
獅堂エリカ曰く、「清楚すぎてネタに出来ない」キャラである。
十六夜 真（）
霧咲季凛と同期デビューした現役女子高生VTuber。アバターデザインは金切燕。
『あんだーらいぶ』のファンであり、柊冬夜推しである。
神坂雫とはクラスメイトで親友の関係であり、当初は2人でオーディションを受けようと雫を誘う。既に兄が『あんだーらいぶ』からデビューしていた雫は身バレ防止ため断られたが、結果1人でオーディションを受けに行き合格した。最初の配信を切り忘れたとき、その事を電話で知らせてきた雫の声が特定され、「友人が神坂雫の妹」ということが知られる。その結果神坂雫がVTuberデビューすることになった。自分の配信などで時々雫のブラコンぶりを暴露している。
母子家庭で育ち、娘の将来を心配する母親と対立してしまったため、『SoliDlive』に応募した際の保護者同意書には祖母にサインして貰って活動を開始した。それが曲解され、後に親子の確執騒動として影尾により拡散される原因となった。
霧咲 季凛（）
女性。神坂怜がブラック企業に勤務していた頃の元同僚で、元顔出し配信者。会社員時代に女性からのストーカー被害に遭い、対策として先輩である神坂怜と同棲していた過去を持つ。「娘が世話になった」ことは季凛の両親は知っており、霧咲家と神坂家では現在でも親同士でお中元のやりとりなどがされている。だが雫は詳細を知らずモヤモヤしている。
作中において神坂怜にとっては妹と虎太郎以外でタメ口で会話できる唯一のキャラであり、「お前」と呼ばれる程近しい存在である。
神坂怜より先に退職し、その後は実家に戻り家事手伝いをしていたが、兄が彼女を連れて実家に戻ってきたため居場所を失い、配信者となる。その後、『SoliDlive』からスカウトされてVTuberに転生した。アバターデザインは絵稟議。
お酒が大好きなダメな子キャラで、デビュー早々にお酒関係でやらかした為、禁酒令が発令されるも、お酒関係の案件が舞い込んだ為、禁酒令はすぐに取り消された。アイドル売りが多い『SoliDlive』の中では珍しい芸人キャラとして扱われ、飲酒音を「排水口」などと言われて視聴者にいじられている。
同期デビューの十六夜真の事は大切に思っており、十六夜真が元々ファンであった柊冬夜のアカウントをフォローした事で炎上したため、その炎上の矛先を自分に向けるべく神坂怜をフォローした結果、後にSNSで神坂怜と同棲していたという疑惑が囁かれた（非常に薄い根拠に基づく臆測に過ぎなかったが、当人たちにとっては真実だった）。
基本的に料理は苦手である。だが、はじめてお酒をガブ飲みし二日酔いした次の日の朝に神坂怜に味噌汁を作って貰って以来、酒を飲んだ次の日は味噌汁を自炊する事が日課になっている。
神坂怜曰く「恋愛対象には見れない」ものの、肉体関係があったらしい事はお互いの懐古シーンにて仄めかされている。SNSで互いをフォローした以後はVTuberとしての神坂とは交流していないが、配信外ではちょくちょく相談事を持ちかけている。

### バーチャルドリームワークス
『現代の蠱毒』と例えられるほどの過酷なオーディションを開催して話題となった新設のVTuber事務所。初期メンバー5キャラクターに対し各10名の計50名が中の人オーディションに参加した。

#### バーチャルドリームワークス関係者
犬神 狂衣（）
VTuber界隈で黒歴史扱いされているバーチャルドリームワークスの新人オーディションを勝ち抜き、デビューを果たした新人女性VTuber。元々は「しろん」という名前で天羽と共にFPS配信者として活動していた。犬耳や尻尾をモチーフにしたガワを使用している。VTuberになった後も、天羽とよくコラボ配信を行っており、互いに遠慮なくツッコむ軽快なやりとりが好評。他のVTuberと異なり、VTuberデビューする以前の経歴（「前世」と表現される）は隠していない。
真面目な配信もするが、同業の男性から性的被害を受けたなどの内容を実名で告発するなどの過激な内容も非常に多く、ファンからは「狂犬」と呼ばれている。「くるちゃん」とも呼ばれる。
神坂怜を嵌めて配信のネタにしようと下着写真を送りつけたのだが、その結果神坂怜に人生相談をするに到り、一転して神坂怜のガチ恋ファンとなる。神坂の言うことは従順に聞くため、犬神ファンから神坂は「トップブリーダー」などと呼ばれるようになった。犬神自身はSNSで感想などは書くが、基本的に神坂の配信に生コメントはせず邪魔しない方針。
鼠倉 公太郎（）
バーチャルドリームワークス所属の中で、唯一動物をデフォルメしたVTuber。
ハムスターをモチーフにしており、ワイングラスを片手に持ち、咥えタバコにサングラスという風貌をしている。
名前の「鼠倉」はハムスターの和名である「倉鼠」を逆にしたもので、「公」は縦書きにすると「ハム」と読めるため、某ハムスターアニメの主人公の名前と同名となる。
中の人のオーディションに『長谷川ケイゴ』が参加していた事が判明し、オーディションが炎上するキッカケになった。
最終的に1次審査の最中に10名中9名がオーディション辞退となり、唯一残った「副業で風俗店の送迎をしていた所、客として来た上司と遭遇し副業がばれ、副業禁止の就業規則違反を理由に懲戒解雇された経歴を持つ元社会人」が合格となった。
第6巻現在名前のみの登場。

### その他のVTuber・配信者など
葵 陽葵（）
美少女ゲーム声優。ニックネームは「ひまりん」。女性。神坂怜の恩人でもあるタヱ子の孫。大学生でもある。
幼少期から声優を志し、高校時代に深夜のテレビアニメでモブ役ではあるが声優デビューを果たすも、プロデューサーから枕営業を持ちかけられた挙句、逆にプロデューサーを殴ってしまい表舞台から干されてしまう。そのため男性が至近距離に来ることに恐怖症を抱く。祖母のタヱ子の家を訪れた際、近所である神坂家に挨拶に赴き、互いのことを知らないまま神坂怜と出会う。その後お互い「聞き覚えのある声」を思い出して調べるうちに、互いの仕事・正体を知った。
現在の仕事には誇りをもっているものの、TVアニメに出演したりCDを出したりしている同期の声優の話を聞いて鬱屈とした想いを抱いていた。彼女が何かを抱えていると気づいた神坂にその話を打ち明け、以後神坂に好感を抱くようになる。
曾孫が見たいタヱ子から、神坂怜とのお見合いを何回も持ちかけられている。神坂と偶然会ったときには自分をお茶に誘うよう促すなど、本人もまんざらではない。
本名は葵（あおい）であり、タヱ子からは「あおちゃん」と呼ばれている。
天羽 終里（）
元プロゲーマーの配信者。勝つことよりも楽しむことを重視してプロゲーマーチームを脱退し、配信者として活動。ゲームプレイに自ら制限を課す「縛りプレイ」を行うなど、エンターテイメントを重視している。
『あんだーらいぶ』チームが参加したゲーム大会で別チームのリーダーを務めていた。その大会にて『あんだーらいぶ』チームが1位チームを倒した事で棚ぼた的に優勝したが、その際の『あんだーらいぶ』メンバーのプレイに衝撃を受けファンとなる。結果自身もVTuberになると宣言。犬か猫のようなマスコット風だが、薬でキマッているような不気味な目をしたキャラをアバターとするようになる。Vertex（作中に登場するFPS）絡みのことになるとよく現れる。
ただVTuberの知識がまだ浅いこともあり、女性VTuberに対して免疫がない、有栖院アリスを本気で女性だと思い込んでショックを受けるというところを見せている。
犬神狂衣とは、彼女がVTuberになる以前からコラボ配信などをしており現在も交流は続いているが、あくまで同性の腐れ縁のような関係。
有栖院 アリス（）
アバターの見た目と声は美少女だが中身は30歳を超えたおじさんという、バ美肉おじさんVTuber。事務所には所属しておらず、フリーで活動している。また、見た目とボイスチェンジャーを使用した声に騙され、正体を理解したリスナーがショックを受ける「アリスショック」と呼ばれる被害者が多数確認されている。国内に約2万人の登録者がいる。神坂怜が過去に共演したVTuberの中では最年長である。
アレイナ・アーレンス
個人勢の女性VTuber。ニックネームは「アレ」。アバターデザインは酢昆布。
かつては事務所に所属していた企業VTuberだったが、所属先の倒産に伴い諸々の権利の譲渡を受け、個人での活動にシフトチェンジした。
自身に企画力が無く、替わりにコメントへのレスポンス能力に長けているのは自覚しており、自身の強みを活かす配信スタイルとして現在のスタイルになった。動画の切り抜き師を自前で雇い、再生数に応じてギャラを支払うなど、マネージング・マーケティング共に非常に優れた能力を有している。
イケボの男性VTuberが大好きで、よくコラボなど絡みに行っており、下心を隠そうとしない。かつて柊冬夜とコラボした際、下ネタ全開のトークで柊冬夜にトラウマを植え付けた為、『あんだーらいぶ』側から厳重注意を受け、事務所を通さない直接のやりとりは断固NGとなっている。アレイナのファンからはそれが「芸風」として受け入れられており、アレイナが絡んだ男性VTuberに対してアレイナファンが謝罪を行う、男性ではなくアレイナの批判を行うなど「良く訓練されたファン」（通称「アレ民」）を持つ。アレイナが暴走したときは、アレ民から「アレ、ステイ（待て）」「ステイもできない駄犬」と言われるのがお約束。
最近は神坂怜ほぼ一択となってガチ恋勢の一人となり、神坂怜の事を「旦那」と呼んでいる。よくSNSや神坂怜の配信コメントで、酢昆布などと神坂怜を奪い合うようなやりとりを勝手に繰り広げている。神坂からは「VTuberとしてのロールプレイ」と思われており、VTuberの活動スタイルをリスペクトされているものの、本気で恋愛対象として見られているとは全く思っていない。
糸居（） つむぐ
業界人気ナンバー1を誇るトップVTuber。第5巻発売時点では名前のみ登場。

影尾 探琉（）
VTuber界隈の不祥事などを配信する、個人勢のゴシップ配信系VTuber。男性。
VTuber事務所のオーディションに落選した事で逆恨みし、個人勢としてVTuberのゴシップ記事を配信し始めた。記事のソースは一部のリーク情報とSNSのアンチスレッドと言われており、アンチたちの親玉的な存在である。過去には、影尾に目をつけられた結果、潰れた事務所も存在している。
作中では第6巻現在、名前と発言内容が紹介されている程度で、登場はしていない。
仮想記者（）
主にVTuberのアンチ動画をネットに上げている動画投稿者で、上述の影尾と共にVTuber界隈の代表的なアンチとして有名な存在である。
作中では第6巻現在、名前と活動内容が若干紹介されている程度で、登場はしていない。
サキイカスルメ
イカをモチーフに、ピンクと白を基調としたガワで活動している、実在する個人勢の女性VTuber。
ライトノベルが大好きで、自身が読んで面白いと思ったライトノベルを紹介する配信をメインに活動している。また、2020年11月24日発売の『このライトノベルがすごい！2021』(宝島社発行、ISBN 978-4-299-01056-8)に協力者の1人として誌面上に書評を掲載して以降、毎年協力者に名を連ねている。
本作第4巻発売時に開催された記念キャンペーンにて、神坂怜が実在する個人勢のVTuberとのコラボレーションする公募企画に応募し当選。2024年5月25日にファミ通文庫公式サイト上で公開された短編にて、「出版社からの案件配信」という設定で、神坂怜とコラボ配信を行った。
なお、2024年6月8日未明に発生した、ロシアのハッカー集団によるKADOKAWA社へのサイバー攻撃の影響により、このコラボ作品は長らく閲覧不可の状態が続いていたが、2025年3月17日よりファミ通文庫公式サイトが復旧し、再度閲覧可能になった。
御霊 カリン（）
『ピクセルパルス』という事務所に所属する女性VTuber。活動中止期間中にVTuberアカウントを使用して、朝比奈あさひ・東雲愛莉と共にゲームで遊んでいたとして、影尾探琉に炎上させられた。
元々性格に難ありと言われ悪評が高かった事もあって、神坂怜主催のゲーム大会からはハブられたため、前述の炎上の件のヘイトを1人で受けることとなった。
上記の理由により、神坂怜の事にかなりの恨みを抱いており、捨て垢で定期的に恨み言DMを神坂怜に対して送りつけている。
第6巻発売時点では名前のみ登場。

### イラストレーター
酢昆布（）
アレイナ・アーレンスのキャラクターデザインを担当した同人作家。女性。作中では「酢昆布ネキ」と書かれることが多い。
「わからせ」と呼ばれる18禁ジャンルが流行る前から女性が「首絞め」や「腹パン 」される同人誌を好んで書いている。また、自身の変態的な性癖を自覚した上で、その心を満たす為に絵を描き始めたのがイラストレーターとなったきっかけである。
mikuriの親友で、mikuriからは「すーこ」と呼ばれる。mikuriが引っ越すとその後を追うようにすぐ近くに引っ越しており（現在はマンションの隣室）、生活の面倒などをmikuriに見られている。
mikuriから男性VTuberのキャラデザについて相談を受けた際に自分の好みを伝えた為、神坂怜のデザインには彼女の好みが散りばめられている。そのため神坂の外見が自分好みであることに加え、彼の声に惚れ込んでファン（ガチ恋勢）になる。描いている同人誌がハードな成人男性向けのものが多いため、当初神坂から男性だと思われており、最初に神坂の配信でコメントしたとき、彼から「（本が）好きです」と言われたことを「告白された」とネタにしている。以後、高い確率で神坂の配信のコメントなどに現れる。また神坂らのファンアートを数多く描いている。
コスプレイヤーでもあり、同人誌即売会ではいつも自分が描いた本に出てくるキャラクターのコスプレをしている。その一方で私服は極端に少なく、見かねたmikuriから貰ったものも多い。顔出し配信もNGとしておらず、神坂、アレイナとのコラボ配信ではひとりだけ実写で登場し、さらにアレイナが暴言を言うたびに服を一枚脱いでいく（配信禁止に陥れようとする）ことまで行った。
mikuri（）
神坂兄妹のキャラクターデザインを担当したイラストレーター。女性。神坂兄妹やファンからは「mikuriママ」と呼ばれている。酢昆布からは「みーこ」と呼ばれる。
過去に「遥 久遠（）」というVTuberのデザインを担当したが、事務所の不祥事が発覚し影尾探琉の暗躍もあって活動を停止した事で、遥久遠とは死別してしまったため、神坂兄妹に対してはかなり過保護な一面を持つ。
遥久遠との死別後は、VTuber関連の仕事は一切拒否していたものの、神坂怜のデザインに関しては、死別前に納品が完了していたため、拒否する事ができなかった。
神坂怜の配信は非常に高い確率で見ており、荒らしコメントの削除もしている。またよくコメントで暴走する酢昆布やアレイナ・アーレンスをたしなめたり、時折神坂怜に「お説教」したりといった落ち着いた大人らしさを持つ一方、神坂雫や神坂怜女体化バージョン（レイちゃん）のイラストを嬉々として無償で描くという積極性もあり、配信などで話題になったネタをイラストにしている。
即売会などでの目撃報告で「美人」と言われているが、酢昆布と異なり自分が目立つことは好まず、神坂怜と初コラボ配信したときも告知無し・声無し・顔出しなしのお絵かき配信だった。
私生活では親友のイラストレーターである「酢昆布」の生活の面倒を見させられている。
トライデント山下（）
柊兄妹、明野ヒカリのキャラクターデザインを担当したイラストレーター。ネット上では「性別不明」として扱われ、「男性だった」「女性だった」など目撃証言も錯綜しており、作中でも性別は明言されていない。mikuri、酢昆布とネット上で交流がある。
第6巻発売時点では名前のみ登場。

### その他の人物
ガチ恋ネキ
女性。元々は神坂怜のアンチであったが、神坂怜の配信を聞いているうちに神坂怜のガチ恋ファンになった。
お嬢様育ちではあったが、不慮の事故により半身不随となったため、車椅子生活を余儀なくされた事で、政略結婚の道具にしようと考えていた父親や兄との間に確執が生じ、家族と袂を分かち一人暮らしをしている。
駄馬とはリアルで一緒に遊びに行くほどの間柄である。
ゲンくん
神坂怜の男性の友人の1人で、現役のパティシエ。
身長は2メートル近くあり、スキンヘッドで筋肉質という厳つい容姿をしている。
家族は妻と子供がおり、シベリアンハスキーを飼っている。
神坂怜が学生時代ヤンチャをしていた頃の舎弟的な存在で、今なお神坂怜の事を「兄貴」と呼んで慕っている。
セバス
駄馬の実家の屋敷に勤務する執事。
本名は瀬場（せば）で、駄馬の祖父に支えていたが、執事をセバスと呼びたい駄馬のワガママにより駄馬付きの執事となった。
タヱ子
神坂家の斜向かいの家に住む御年70歳のおばあさんで、葵陽葵の母方の祖母。未亡人。
孫の芸能活動について、過去の出来事を理由に家族全員が反対する中、唯一賛成している。
神坂怜が小学生の頃、イジメによる不登校になる前、学校に行くフリをしてタヱ子夫婦の家に逃げ込んでいた為、今でも恩人として敬われ、恩返しに家の力仕事などをやってもらうなど、神坂家との親交がある。
曾孫を見たいがために、怜と陽葵を何とかくっつけようと画策している。
駄馬（）
女性。元々、ユニコーンと呼ばれる処女厨ファンで元々は神坂怜のアンチファンであったが、いつの間にか神坂怜を認めるようになっており、掲示板の住人たちから「神坂怜に角を折られたユニコーン = ただの馬」という意味合いで「駄馬」と呼ばれており、本人も駄馬という呼び名を受け入れている。だがルナや灯が神坂を慕う姿を見るのは今でも複雑で、文句を書いたり凹んだ様子を示したりしている。
VTuber以外にもストリーマー全般に通じており、ストリーマー時代の霧咲季凛の配信も視聴していた。その為、霧咲季凛が男と同棲していた背景も記憶しており、神坂怜と霧咲季凛の同棲疑惑が影尾の手によりリークされた際には、疑惑の火消し役の一役を担った。
持ち前の「ダメ絶対音感」で、『神坂怜の妹 = 十六夜真の親友』を最初に特定し拡散した人物であり、その結果として神坂雫が誕生した。それ以外にも葵陽葵を高校生の頃にモブ役で出演した一般向けの深夜アニメの声だけで特定するなど、ダメ絶対音感の精度はかなり高い。
ネット上での言動は男性のソレだが、実際には生粋のお嬢様であり、執事とメイドを雇っている。同人誌即売会でmikuriのブースに足を運んだ際は、掲示板に「美人コスプレイヤーが来た」と書かれた事がある。また、その同人誌即売会で実際に対面した酢昆布は、「身に付けている腕時計だけで田舎なら家一軒買える金額」と断言した。
駄馬の妹
本名不詳。駄馬の腹違いの妹で中学生。お姉ちゃん子。
父親の本妻の娘であり、父親が屋敷に仕えるメイドに産ませた駄馬より立ち位置は上ではあるが、屋敷内で微妙な立ち位置にいて使用人たちから遠巻きにされている駄馬にとても懐いている。
姉の影響で『あんだーらいぶ』の配信を観るようになり、結果として柊冬夜と神坂怜のBLカプ厨になってしまい、駄馬が頭を抱える原因を作る。
メイ
駄馬直属のメイド。
自分のメイドが欲しかった駄馬がメイド喫茶で働いていたところをスカウトされた。
元カノ
本名不詳。
神坂怜の幼馴染で元交際相手。高校生の時に失恋した神坂怜と流れで付き合い始めるも、お互いに大学に進学し遠距離恋愛になると、進学先の大学でヤリサーに所属してしまい、今現在も夢でうなされる程のトラウマを神坂怜に植え付ける程の壮絶な別れ方をした。その結果として神坂怜が心の底から笑う事ができなくなってしまった原因を作った張本人である。さらには神坂雫からは以前は姉の様に慕われていた存在だったが、現在では兄の心を傷つけ普通に笑う事ができない体にされた事で心の底から恨まれており、「二度と顔も見たくない。」と思われている。
現在は音信不通であり、彼女の親ですら連絡が取れなくなっている。
第6巻現在、存在についてのみ言及されている。

### 匿名掲示板の住人
作中に出てくるSNS掲示板『あんだーらいぶを語るスレ』に固定ハンドルで書き込んでいる人々。
ID：SisterChan
神坂雫の固定ハンドル。自身がVTuberデビューした後も正体を隠しつつ書き込みをしている。
ID：MoBthread
駄馬の固定ハンドル。
ID：/yurisuko
百合とBLが大好きで、「男の人は男の人同士で、女の子は女の子同士で恋愛すべきだと思うの。」が持論。
ID：gckineki/
ガチ恋ネキの固定ハンドル。
ID：fpslover
FPSゲーム大好きで、FPSゲーム関連の配信は全て網羅している。
自身も世界トップランカークラスの腕前の凄腕ゲーマー。
『あんだーらいぶ』の男性陣がチームでFPSゲームの大会に出場する事が決まった際には、FPSど素人の神坂怜に頼まれ一緒にプレイ配信しながら、神坂怜を鍛え上げた実績がある。
大会終了後には、掲示板で「神坂怜はワシが育てた。」と書き込んだ所、界隈から称賛を浴びていた。
ID：threadXXA
アンチスレッドの住人で、偶に『あんだーらいぶを語るスレ』に書き込んでいる。特に神坂怜には当たりが強い。
影尾探琉信者。

## 作風
1話内に、主に主人公「神坂怜」視点のストーリーとなる前半パートと、5ちゃんねる風匿名掲示板「あんだーらいぶを語るスレ」による後半パートで構成される2部構成となっている。特に後半パートは、前半部を「第三者」視点で表現しつつ次話の内容の予告編という扱いになっている。その独特な構成が故に「書籍化不可能」と言われており、第1巻が発売された際には、「『書籍化不可能』といわれた異色作がまさかの刊行！」というキャッチフレーズが付けられた。
短編は一部作品を除き、サブキャラクター個人個人を主役とした1話完結型であり、その際は主人公である神坂怜は一切登場しない。
作中では、主人公の神坂玲がトラブルに巻き込まれつつも、主に自分より他者のために何かをしようとしているところが描かれていることが多いが、作者のとくめいは1巻後書きに“この話の主題は『主人公が誰かを救う話』ではなく『主人公が救われる話』” “配信者側も配信することで救われているのなら素敵だな、という想い付きから生まれた”としている。
作中の時代設定は1巻後書きに「VTuber文化黎明期想定」とあり、作中に具体的な年代の記載はないが、Adobe Flashのゲームを神坂がプレイしながら「もうじきサポート終了になる」ことを話題にしている描写が単行本6巻にある（実際のサポートと配布終了は2020年）。

## 評価

### 受賞
- ラノベニュースオンラインアワード2022年9月刊 （新刊総合第1位）
- 次にくるライトノベル大賞2022 （単行本部門第2位・総合部門第4位）
- このライトノベルがすごい!2024 （単行本・ノベルズ部門第9位）
- 次にくるライトノベル大賞2023 （単行本部門第5位）

## 既刊一覧

### 小説
- とくめい（著）・カラスBTK（イラスト） 『アラサーがVTuberになった話。』 KADOKAWA〈ファミ通文庫[注 20]〉

#### 長編
- 既刊6巻（2025年3月28日現在）
  1. 2022年9月30日初版発行（同日発売[45]）、ISBN 978-4-04-737197-2
  2. 2023年2月28日初版発行（同日発売[46]）、ISBN 978-4-04-737378-5
  3. 2023年7月28日初版発行（同日発売[47]）、ISBN 978-4-04-737577-2
  4. 2024年2月28日初版発行（同日発売[48]）、ISBN 978-4-04-737763-9
  5. 2024年9月30日初版発行（同日発売[49]）、ISBN 978-4-04-738046-2
  6. 2025年3月30日初版発行（2025年3月28日発売[50]）、ISBN 978-4-04-738299-2

#### 短編
- 既刊1巻（2025年3月28日現在）
  - 『サブチャンネル』 2024年9月30日初版発行（同日発売[51]）、ISBN 978-4-04-738047-9

 短編作品一覧
| サブタイトル | サブタイトル                                                                         | 掲載媒体                                                    | 発表年月日     | 備考                          |
| ------------ | ------------------------------------------------------------------------------------ | ----------------------------------------------------------- | -------------- | ----------------------------- |
| 1            | 『エイプリルフールネタ』                                                             | 各小説サイトにて公開                                        | 2022年4月1日   | -                             |
| 2            | 『イベント準備：ルナ・ブランの場合』                                                 | 第1巻店舗購入特典SS（メロンブックス）                       | 2022年9月30日  | 『サブチャンネル』 掲載       |
| 3            | 『イベント準備：日野灯の場合』                                                       | 第1巻店舗購入特典SS（ゲーマーズ）                           | 2022年9月30日  | 『サブチャンネル』 掲載       |
| 4            | 『兄と妹のボイス研究』                                                               | 第2巻購入特典オーディオドラマ                               | 2023年2月28日  | 第1巻第4話 『ボイス収録』掲載 |
| 5            | 『柊 夏嘉、沼の入り口』                                                              | 第2巻店舗購入特典SS（メロンブックス）                       | 2023年2月28日  | 『サブチャンネル』 掲載       |
| 6            | 『ある日の兄妹』                                                                     | 1巻＆2巻同時購入特典（メロンブックス）                      | 2023年2月28日  | 『サブチャンネル』 掲載       |
| 7            | 『似た者同士?』                                                                      | 第2巻店舗購入特典SS（アニメイト）                           | 2023年2月28日  | 『サブチャンネル』 掲載       |
| 8            | 『霧咲 季凛のひとりごと』                                                            | 第2巻店舗購入特典SS（ゲーマーズ）                           | 2023年2月28日  | 『サブチャンネル』 掲載       |
| 9            | 『十六夜真のクラスメイト観察日記』                                                   | 第2巻電子書籍購入特典SS（BOOK☆WALKER）                      | 2023年2月28日  | 『サブチャンネル』 掲載       |
| 10           | 『mikuriの親心』                                                                     | 第2巻有償書き下ろし36P小冊子（ゲーマーズ）                  | 2023年2月28日  | 『サブチャンネル』 掲載       |
| 11           | 2巻発売記念 閑話『同人誌即売会（夏）』                                               | 各小説サイトにて公開                                        | 2023年2月28日  | 『サブチャンネル』 掲載       |
| 12           | 『兄が女体化して姉になった件』                                                       | 2巻重版記念店舗購入特典SS（ゲーマーズ）                     | 2023年4月5日   | 『サブチャンネル』 掲載       |
| 13           | 『アレイナ・アーレンスの優雅なる日常』                                               | ゲーマーズ夏の本祭り2023 イベント景品                       | 2023年7月1日   | 『サブチャンネル』 掲載       |
| 14           | 『新衣装 ルナ・ブランの場合』                                                        | 第3巻店舗購入特典SS（メロンブックス）                       | 2023年7月28日  | 『サブチャンネル』 掲載       |
| 15           | 『新衣装 日野灯の場合』                                                              | 第3巻店舗購入特典SS（ゲーマーズ）                           | 2023年7月28日  | 『サブチャンネル』 掲載       |
| 16           | 『御影和也のあんだーらいぶ裏事情』                                                   | 第3巻店舗購入特典SS（アニメイト）                           | 2023年7月28日  | 『サブチャンネル』 掲載       |
| 17           | 『東雲 愛莉のつぶやき』                                                              | 第3巻電子書籍購入特典SS（BOOK☆WALKER）                      | 2023年7月28日  | 『サブチャンネル』 掲載       |
| 18           | 『それでも太陽はあなたの隣を歩みたい』                                               | 第3巻有償書き下ろし小冊子（メロンブックス）                 | 2023年7月28日  | 『サブチャンネル』 掲載       |
| 19           | 『それでも月は寄り添いたい』                                                         | 第3巻有償書き下ろし小冊子（ゲーマーズ）                     | 2023年7月28日  | 『サブチャンネル』 掲載       |
| 20           | 3巻発売記念 閑話『とあるリスナーの休日』                                             | 各小説サイトにて公開                                        | 2023年7月28日  | 『サブチャンネル』 掲載       |
| 21           | 『柊 冬夜 ある日、事務所にて』                                                       | 第12回メロンブックスノベル祭り 〜2023 Summer〜イベント景品  | 2023年8月1日   | 『サブチャンネル』 掲載       |
| 22           | このライトノベルがすごい!2024入賞記念 特典没ネタ『クラスメイトの推しが先輩だった件』 | 各小説サイトにて公開                                        | 2023年11月30日 | 『サブチャンネル』 掲載       |
| 23           | 『獅堂エリカの野望』                                                                 | 第4巻店舗購入特典SS（メロンブックス）                       | 2024年2月28日  | -                             |
| 24           | 『十六夜真の愛すべき平穏』                                                           | 第4巻店舗購入特典SS（ゲーマーズ）                           | 2024年2月28日  | -                             |
| 25           | 『mikuri わたしにできること』                                                        | 第4巻店舗購入特典SS（アニメイト）                           | 2024年2月28日  | -                             |
| 26           | 『葵陽葵は振り向かせたい』                                                           | 第4巻電子書籍購入特典SS（BOOK☆WALKER）                      | 2024年2月28日  | -                             |
| 27           | 『親友のイラストレーターが親バカすぎる件』                                           | 第4巻有償書き下ろし小冊子（メロンブックス）                 | 2024年2月28日  | -                             |
| 28           | 『ニートのおしごと＋あんだーらいぶ誕生秘話』                                         | 第4巻有償書き下ろし小冊子（ゲーマーズ）                     | 2024年2月28日  | -                             |
| 29           | 『神坂雫の本当に欲しいもの』                                                         | 第3巻&第4巻同時購入特典（メロンブックス）                   | 2024年2月28日  | -                             |
| 30           | 4巻発売記念 閑話『物申すアレ』                                                       | 各小説サイトにて公開                                        | 2024年2月28日  | -                             |
| 31           | 4巻発売記念キャンペーンコラボ賞 『脱サラＶ × ラノベＶ コラボ配信』                   | ファミ通文庫公式サイト内特設サイト                          | 2024年5月25日  | -                             |
| 32           | 『あるマネージャーの日記』                                                           | 第14回メロンブックスノベル祭り 〜2024 Summer〜 イベント景品 | 2024年8月1日   | -                             |
| 33           | 『獅堂エリカの禊配信』                                                               | 第5巻電子書籍購入特典SS（BOOK☆WALKER）                      | 2024年9月30日  | -                             |
| 34           | 『アレイナ・アーレンスは犬神狂衣を許せない！』                                       | 第5巻有償書き下ろし小冊子（メロンブックス）                 | 2024年9月30日  | -                             |
| 35           | 『犬神狂衣はじめての推し活』                                                         | 第5巻有償書き下ろし小冊子（ゲーマーズ）                     | 2024年9月30日  | -                             |
| 36           | 『東雲 愛莉 後付けの幼馴染』                                                         | サブチャンネル有償特典（メロンブックス）                    | 2024年9月30日  | -                             |
| 37           | 『とあるスレ民の一日』                                                               | サブチャンネル有償特典（ゲーマーズ）                        | 2024年9月30日  | -                             |
| 38           | 『朝比奈あさひ 今月の振り返りと親友の話』                                            | 5巻&サブチャンネル同時購入特典 （メロンブックス）           | 2024年9月30日  | -                             |
| 39           | 『新マネージャーの引継ぎ作業』                                                       | 5巻&サブチャンネル同時購入特典 （ゲーマーズ）               | 2024年9月30日  | -                             |
| 40           | 『天羽終里のVTuberにあこがれて』                                                     | 5巻&サブチャンネル同時購入特典 （アニメイト）               | 2024年9月30日  | -                             |
| 41           | 5巻＆短編集発売記念 閑話『最近の兄について』                                         | 各小説サイトにて公開                                        | 2024年9月30日  | -                             |
| 42           | 『ブラコンじゃないから！』                                                           | ゲーマーズ冬の本まつり2024 → 2025 イベント景品              | 2024年11月29日 | -                             |
| 43           | 『霧咲季凛 冬のお出かけ』                                                            | 第6巻店舗購入特典SS（メロンブックス）                       | 2025年3月28日  | -                             |
| 44           | 『酢昆布 犬の散歩』                                                                  | 第6巻店舗購入特典SS（ゲーマーズ）                           | 2025年3月28日  | -                             |
| 45           | 『で、結局誰なの……？』                                                               | 第6巻電子書籍購入特典SS（BOOK☆WALKER）                      | 2025年3月28日  | -                             |
| 46           | 『女帝とニートの雑談』                                                               | 第6巻有償書き下ろし小冊子（メロンブックス）                 | 2025年3月28日  | -                             |
| 47           | 『柊冬夜と新戸葛音の立ち話』                                                         | 第6巻有償書き下ろし小冊子（ゲーマーズ）                     | 2025年3月28日  | -                             |
| 48           | 6巻特典発売記念 閑話『妹トーク』                                                     | 各小説サイトにて公開                                        | 2025年3月29日  | -                             |

### 漫画
- 犬威赤彦（漫画）・とくめい（原作）・カラスBTK（キャラクター原案）『アラサーがVTuberになった話。』KADOKAWA〈カドコミ〉、既刊3巻（2025年8月6日現在）
  1. 2024年10月7日初版発行（同日発売[74][75]）、ISBN 978-4-04-811381-6
  2. 2025年4月7日初版発行（同日発売[76]）、ISBN 978-4-04-811478-3
  3. 2025年8月6日初版発行（同日発売[77]）、ISBN 978-4-04-811646-6

### 繁体中国語版
- とくめい（作者）・陳柏安[78]（訳者）・カラスBTK（挿画）『快30歲才轉職成為VTuber的故事⚪︎』青文出版社〈青文文庫〉、B6版、既刊2巻（2025年8月1日現在）
  1. 2024年10月14日初版発行（2024年10月2日発売[79]）、ISBN 978-626-399-284-9[80]
  2. 2025年8月21日初版発行（2025年7月30日発売[81]）、ISBN 978-626-422-872-5

## コラボレーション企画
ゲーマーズ
- ポップアップストア（2024年2月28日 - 3月17日）[82]
  - AKIHABARA本店・なんば店にて開催。